# Sauer
J. P. Sauer und Sohn GmbH (Sauer & Sohn) — оружейная компания, основанная в 1751 году Лоренцем Зауэром (Lorenz Sauer) в городе Зуль, Германия.
Старейшая оружейная компания Германии.

## История
C 1934 по 1944 год на заводе Sauer в городе Зуль производилась винтовка Mauser 98k. C 1944 по 1945 год на этом же заводе производился автомат StG 44.
С 1951 года оружие под торговой маркой Sauer & Sohn производится в городе Эккернфёрде, Германия.
С 1 октября 2007 года J. P. Sauer und Sohn входит в компанию SIG Sauer Inc.

## Продукция

### Винтовки и охотничьи карабины с нарезным стволом

#### SIG-Sauer SSG 2000
Снайперская винтовка, выпускается в различных калибрах.

#### SIG-Sauer SSG 3000
Снайперская винтовка под патрон 7,62×51 мм НАТО.

#### Sauer 202
Охотничий нарезной карабин, имеет продольно-скользящий затвор с поворотом, выпускается в различных калибрах.

#### Sauer S 90
Охотничий нарезной карабин, имеет продольно-скользящий затвор с поворотом, выпускается в различных калибрах.

#### Sauer S 303
Охотничий самозарядный нарезной карабин, выпускается в различных калибрах.

### Охотничьи ружья (гладкоствольные)

#### Sauer Franchi Favorit
Двуствольное охотничье ружьё, стволы расположены в вертикальной плоскости.

#### Sauer Sterling
Двуствольное охотничье ружьё, стволы расположены в вертикальной плоскости.

### Комбинированные ружья (нарезные и гладкоствольные)

#### Sauer M30 Luftwaffe Drilling
Трёхствольное комбинированное охотничье переламывающееся ружьё-винтовка времён Второй Мировой войны. Персональное оружие выживания пилотов Люфтваффе. Два гладких ствола находятся сверху в горизонтальной плоскости, нарезной — под ними по центру.

### Пистолеты

#### Sauer 38H
Самозарядный пистолет, разработанный компанией J. P. Sauer & Sohn в 1932—1937 годах как оружие для полиции и граждан.

#### SIG Sauer P226
Самозарядный пистолет, разработанный компанией J. P. Sauer & Sohn в 1984 году.